# John Gilmour (botaniste)
John Scott Lennox Gilmour (1906-1986) est un botaniste britannique, conservateur de l'herbier et directeur du jardin botanique de l'université de Cambridge, membre du Clare College,.

## Biographie
John Gilmour est né à Londres. Il étudie à Downs School, Malvern, Uppingham School, Rutland et Clare College, à Cambridge. En 1930-31, il est conservateur de l'herbier et du musée botanique de l'École de botanique de l'Université de Cambridge. De 1931 à 1946, il est directeur adjoint des célèbres jardins botaniques royaux de Kew, à l'ouest de Londres. De 1946 à 1951, il dirige la Royal Horticultural Society et, de 1951 à 1973, le jardin botanique de l'Université de Cambridge. De 1946 à 1979, il est rédacteur en chef du New Naturalist, collection scientifique publiée par l'éditeur Collins. Athée déclaré, John Gilmour fait néanmoins équipe avec le Père Maycock, de Little Saint Mary's, pour aider à la fondation des Cambridge Cyrenians, qui œuvrent en faveur des sans-abri. Il meurt en 1986, à l'âge de 79 ans. 
L'abréviation Gilmour est utilisée pour faire référence à John Gilmour, dans la dénomination des plantes. 

## Cambridge 1951-1973
Gilmour succède à Humphrey Gilbert-Carter au poste de directeur du jardin botanique de l'université de Cambridge, en 1951. Il a un rôle très important dans le développement du jardin oriental, rendu possible par un financement du Cory Fund. Un laboratoire et des serres sont construits en 1957. Ses contributions scientifiques portent largement sur la systématique et l'horticulture. Il joue un rôle important au sein de la Systematics Association. A sa retraite en 1973, il est remplacé par Max Walters, avec qui il avait signé le cinquième volume de la collection du New Naturalist, consacré aux fleurs sauvages.

## Récompenses
En 1957, il reçoit la médaille d'honneur Victoria de la Royal Horticultural Society et, en 1966, la médaille commémorative Veitch .

## Sélection de publications
- Gilmour, J.et SM Walters, (1954) Wild Flowers, Botanising Britain, Collins
- Gilmour, J.et SM Walters, (1955) New Naturalist No 5, Wild Flowers, Collins